# Gregg Araki
Gregg Araki (Los Angeles, 17 de desembre de 1959) és un director de cinema, guionista i productor estatunidenc, pertanyent al corrent del cinema independent estatunidenca coneguda com New Queer Cinema, els arguments de la qual estan centrats en persones homosexuals.

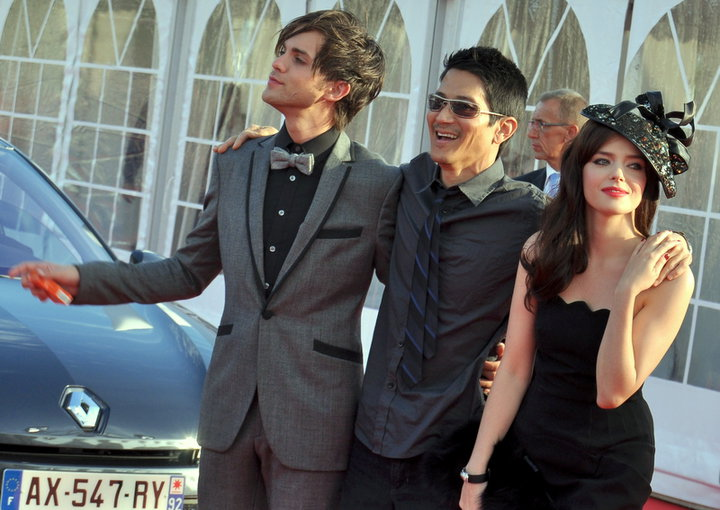
Thomas Dekker, Gregg Araki i Roxane Mesquida al Festival de Cinema Americà de Deauville (2010), en la presentació de la pel·lícula Kaboom.

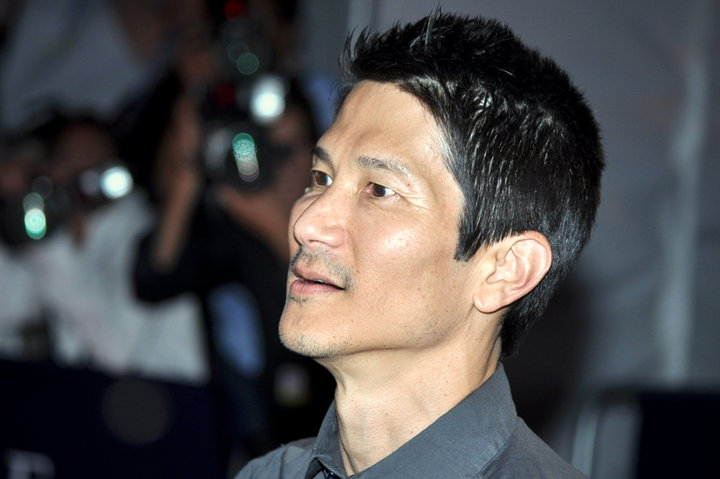
Araki al Festival de Cinema Americà de Deauville (2010).

## Biografia
Araki, fill de pare japonès i mare estatunidenca, va néixer a Los Angeles però va créixer en Santa Barbara (Califòrnia). Va completar el Bachelor of Arts en estudis cinematogràfics (Film Studies) a la Universitat de Califòrnia i va realitzar en 1985 una mestratge en producció cinematogràfica en la Universitat del Sud de Califòrnia. Araki, que s'havia definit com gai, va mantenir no obstant això una sonada relació amb l'actriu Kathleen Robertson, a la qual havia dirigit en la seva pel·lícula Nowhere. Aquesta relació va durar de 1997 a 1999.

### Primeres pel·lícules
El 1987 Araki va estrenar la seva primera pel·lícula, titulada Three Bewildered People in the Night, en la qual narra la història d'un romanç entre una vídeo artista, el seu amant i el seu amic gai. La pel·lícula va tenir un pressupost molt petit (5.000 dòlars) i es va rodar amb una càmera fixa.
Araki va crear la seva pròpia productora, anomenada Desperate Pictures Company, amb la qual va produir Long Weekend (O'Despair) (1989), pel·lícula que també va dirigir, va escriure, va fotografiar i va editar. Es tracta d'una sort de versió de Retrobament (pel·lícula de Lawrence Kasdan de 1983), en la qual un grup de recentment llicenciats es reuneixen i discuteixen sobre el seu futur durant una tarda, mentre s'emborratxen. Amb aquesta pel·lícula Araki va començar a guanyar gran reputació en el circuit de festivals cinematogràfics.
La seva tercera pel·lícula, The Living End es va estrenar al Festival de Cinema de Sundance el 1992 i va ser candidata al Gran Premi del Jurat. Es tracta d'una road movie sobre dos seropositius, un xaper i l’altre un crític de cinema, que decideixen iniciar un viatge desenfrenat amb cotxe. Els actors protagonistes van ser Craig Gilmore i Mike Dytri i també van participar altres figures del cinema alternatiu, com Mary Woronov (que va aparèixer en diverses filmacions d'Andy Warhol) o Paul Bartel.

### Teenage Apocalypse Trilogy
Les seves pel·lícules següents formen una cicle que Araki va batejar com a Trilogia de l'apocalipsi adolescent (Teenage Apocalypse Trilogy) i que van rebre per part d'alguns crítics forts retrets per la seva violència i escenes de sexe explícit.
Totally Fucked Up (1993) està centrada en els problemes de sis joves homosexuals que han d'enfrontar-se a problemes quotidians com la homofòbia o la depressió. Araki va descriure la seva obra com una història poc aconsellable sobre marietes i bolleres adolescents. És una espècie de mescla entre el cinema experimental d'avantguarda i una pel·lícula marieta de John Hughes.
The Doom Generation (1995) és una comèdia negra plena de violència i erotisme, la qual cosa va dificultar la seva carrera comercial. Es compta el ménage à trois entre dos adolescents i un rodamon punk de vin anys. Els protagonistes van ser James Duval (en el paper de Jordan White), Rose McGowan (Amy Blue) i Johnathon Schaech (Xavier Red, el jove punk). Així mateix, van aparèixer com a personatges secundaris o en cameos Parker Posey, Margaret Cho, Dustin Nguyen, Christopher Knight, Lauren Tewes, Heidi Fleiss o Perry Farrell. La pel·lícula es va exhibir al Festival Internacional de Cinema de Sant Sebastià 1995.
Nowhere (1997) va tancar la trilogia. Araki va definir aquesta pel·lícula com una versió lisèrgica d'un episodi de Beverly Hills, 90210. Transcorre durant un dia i està centrada en un grup d'adolescents que volen sortir de la rutina i donar emoció a les seves vides a través del consum de drogues, la promiscuïtat, l'alcohol, etc. Els protagonistes de la pel·lícula són James Duval i Rachel True com Dark i Mel, una parella bisexual molt promíscua. Altres actors del nombrós repartiment van ser Heather Graham, Ryan Phillippe, Mena Suvari, Kathleen Robertson, Chiara Mastroianni i Denise Richards.

### Obres posteriors
Al Festival de Cinema de Sundance de 1999 Araki va estrenar la seva comèdia romàntica Splendor, en la qual es conta la història d'una dona (Kathleen Robertson) que, incapaç de triar entre dos homes (Johnathon Schaech i Matt Keeslar) decideix viure amb ambdós alhora. La pel·lícula és un homenatge a la comèdia screwball del Hollywood dels anys 40 i 50.
Mysterious Skin, la seva següent pel·lícula, va participar en la 61a Mostra Internacional de Cinema de Venècia de 2004. Està basada en una novel·la de Scott Heim i tracta sobre dos joves (un xaper i un noi obsessionat amb els ovnis) les vides del qual van quedar condicionades pels abusos sexuals als quals els va sotmetre el seu entrenador de beisbol.
Smiley Face (2007) és una comèdia amb guió de Dylan Haggerty i protagonitzada per Anna Faris, John Krasinski i Adam Brody. Conta la història d'una actriu de televisió, Jane (Anna Faris), la vida de la qual canviarà després de menjar uns dolços elaborats amb marihuana. La pel·lícula es va presentar al Festival de Cinema de Sundance de 2007 i també va participar en el XXII Festival de Cinema Gai i Lèsbic de Londres.
Kaboom (2010) és una comèdia de ciència-ficció que relata el despertar sexual de diversos adolescents. Va ser presentada per primera vegada al 63è Festival Internacional de Cinema de Canes de 2010
| «                                                             | "Vaig ser a Cannes el 2009 o 2010 per a l'estrena de Kaboom, i ell (Jean-Luc Godard) va estar allà amb una de les seves últimes pel·lícules, però mai el vaig conèixer. Aparentment era un paio primmirat, no gaire agradable. No vull desviar-me per la tangent, però el més sorprenent és que les nostres projeccions al Museu de l'Acadèmia coincideixen amb la inauguració de John Waters i la seva retrospectiva. I John és tot el contrari: és una figura llegendària, enorme, enorme, molt més gran que simplement ser un cineasta. Un ésser humà genial, simpàtic, superamigable sorprenent. Però altres persones m'han dit que Godard era una mica difícil." | » |
| — Gregg Araki (filmmakermagazine.com, 21 de setembre de 2023) | |   |

White Bird in a Blizzard (2014), va rebre un llançament limitat a crítiques mixtes.
Araki va tornar a la televisió amb la sèrie del 2019 Now Apocalypse, coproduïda per Gregory Jacobs i Steven Soderbergh a Starz.
La propera pel·lícula d'Araki, la comèdia / thriller: I Want Your Sex, estarà protagonitzada per Olivia Wilde, Cooper Hoffman i Charli XCX. El rodatge ve tenir lloc al Octubre de 2024, a Los Angeles finalitzant el 27. El guió va ser escrit per Araki i Karley Sciortino.

## Televisió
L'any 2000 Araki va presentar en la cadena MTV un episodi pilot de la minisèrie This Is How the World Ends. Problemes pressupostaris van impedir que la minisèrie s'emetés, encara que per internet va circular una edició pirata.

## La música en les pel·lícules de Araki
Una característica notable de l'obra d'Araki és la presència freqüent de música shoegaze. Això es va veure per primera vegada a la banda sonora de Totally Fucked Up, i també va aparèixer substancialment a les pel·lícules Nowhere i Mysterious Skin . Tant The Living End com Nowhere deuen els seus títols a aquesta influència de shoegaze: The Living End després de la cançó homònima de The Jesus and Mary Chain, i l'àlbum Nowhere de Ride.

## Vida Personal
Araki s'ha autoidentificat anteriorment com "gai asiàtic nord-americà". No obstant això, va tenir una relació amb l'actriu Kathleen Robertson del 1997 al 1999. En una entrevista del 2014, moment en què estava en una relació amb una un home, Araki va dir: "Realment no m'identifico com a res", i va afegir: "Probablement m'identificaria com a gai en aquest moment, però he estat amb dones".

## Carrera cinematogràfica

### Cinema
| Any  | Títol                                | Notes                               |
| ---- | ------------------------------------ | ----------------------------------- |
| 1987 | Three Bewildered People in the Night |                                     |
| 1989 | The Long Weekend (O' Despair)        |                                     |
| 1992 | The Living End                       |                                     |
| 1993 | Totally Fucked Up                    | Part 1 de "Teen Apocalypse Trilogy" |
| 1995 | The Doom Generation                  | Part 2 de "Teen Apocalypse Trilogy" |
| 1997 | Nowhere                              | Parte 3 d "Teen Apocalypse Trilogy" |
| 1999 | Splendor                             |                                     |
| 2004 | Mysterious Skin                      |                                     |
| 2007 | Smiley Face                          |                                     |
| 2010 | Kaboom                               |                                     |
| 2014 | White Bird in a Blizzard             |                                     |

### Televisió
| Any       | Títol                                      | Paper                                             |
| --------- | ------------------------------------------ | ------------------------------------------------- |
| 2000      | This Is How the World Ends                 | Pilot no emès per MTV                             |
| 2016      | American Crime                             | Episodt: "Season Two: Episode Three"              |
| 2016      | Greenleaf                                  | Episodt: "Men Like Trees Walking"                 |
| 2016      | Red Oaks                                   | 2 episodis                                        |
| 2017–2018 | 13 Reasons Why                             | 4 episodis                                        |
| 2018      | Riverdale                                  | Episodi: "Chapter Twenty-Four: The Wrestler"      |
| 2018      | Heathers                                   | 2 episodis                                        |
| 2019      | Now Apocalypse                             | Creador, director, guionista i productor executiu |
| 2022      | Dahmer – Monster: The Jeffrey Dahmer Story | Episodi: "Lionel"                                 |
| 2022      | American Gigolo                            | Episodi: "Nothing Is The Real But the Girl"       |